# アンリ・エヴェヌプール
アンリ＝ジャック＝エドゥアール・エヴェヌプール（Henri-Jacques-Edouard Evenepoel、1872年10月3日 - 1899年12月27日）はベルギーの画家、版画家である。1982年からパリに移り、フランスなどで活動するが、27歳で病没した。

## 略歴
ベルギーの内務省の役人の息子で、父親が病気がちな母親の静養のために購入したフランス、ニースの別荘で生まれた。母親はアンリが2歳の時に亡くなった。ブリュッセル近くのサン＝ジョス＝タン＝ノードの学校で絵を学んだ後、1889年から1890年の間、ブリュッセル王立美術アカデミーで学び、1892年にパリに出て、パリ国立高等美術学校に入学した。象徴主義の画家ギュスターヴ・モローの工房で学び、アンリ・マティス（1869-1954）やジョルジュ・ルオー（1871- 1958）、アルベール・マルケ（1875-1947）、シャルル・ミルサンドー（Charles Milcendeau:1872-1919）といった画家と知り合った。
1894年の国民美術協会のパリのサロンでデビューし、1895年からパリの「Salon du Champ-de-Mars」に出展し、亡くなるまで出展を続けた。1897年末から1898年の1月間、ブリュッセルで最初の個展を開き、エドゥアール・マネやジェームズ・マクニール・ホイッスラーに影響を受けた人物画を展示した。ロートレックやジャン＝ルイ・フォランに影響を受けた絵画、版画も制作した。
1897年から1898年の冬にアルジェリアを訪れ、パリに戻った数か月後に発疹チフスにより27歳で亡くなった。ブリュッセルに埋葬された。

## 作品

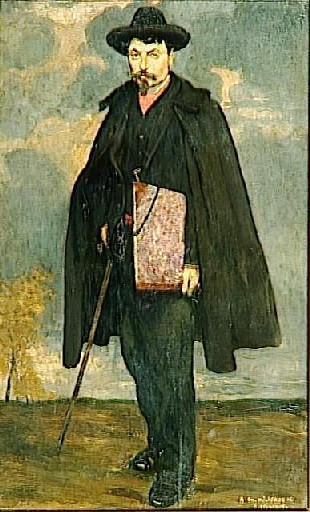
画家シャルル・ミルサンドーの肖像画 (1899)
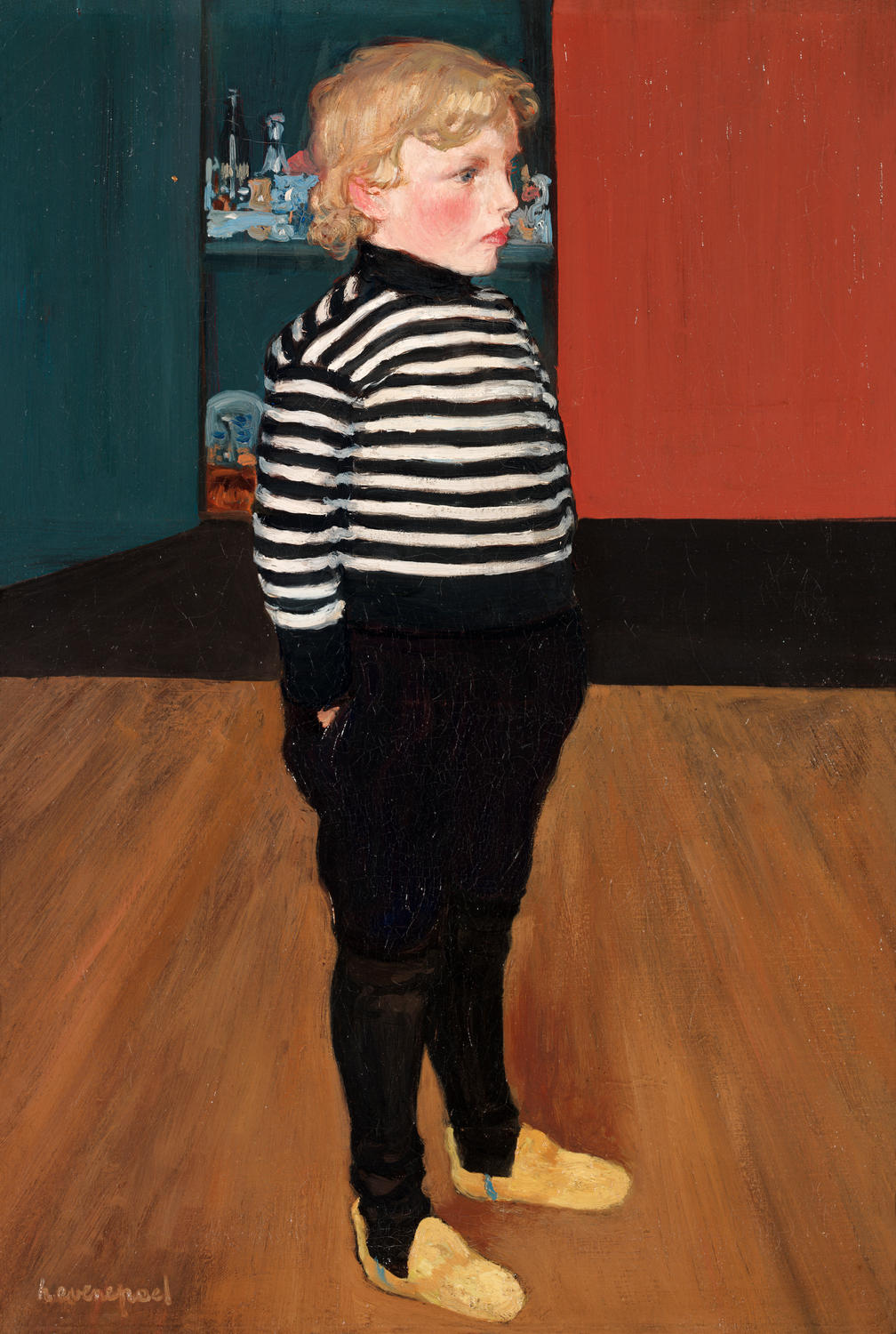
縞柄の上着の少年(1898)
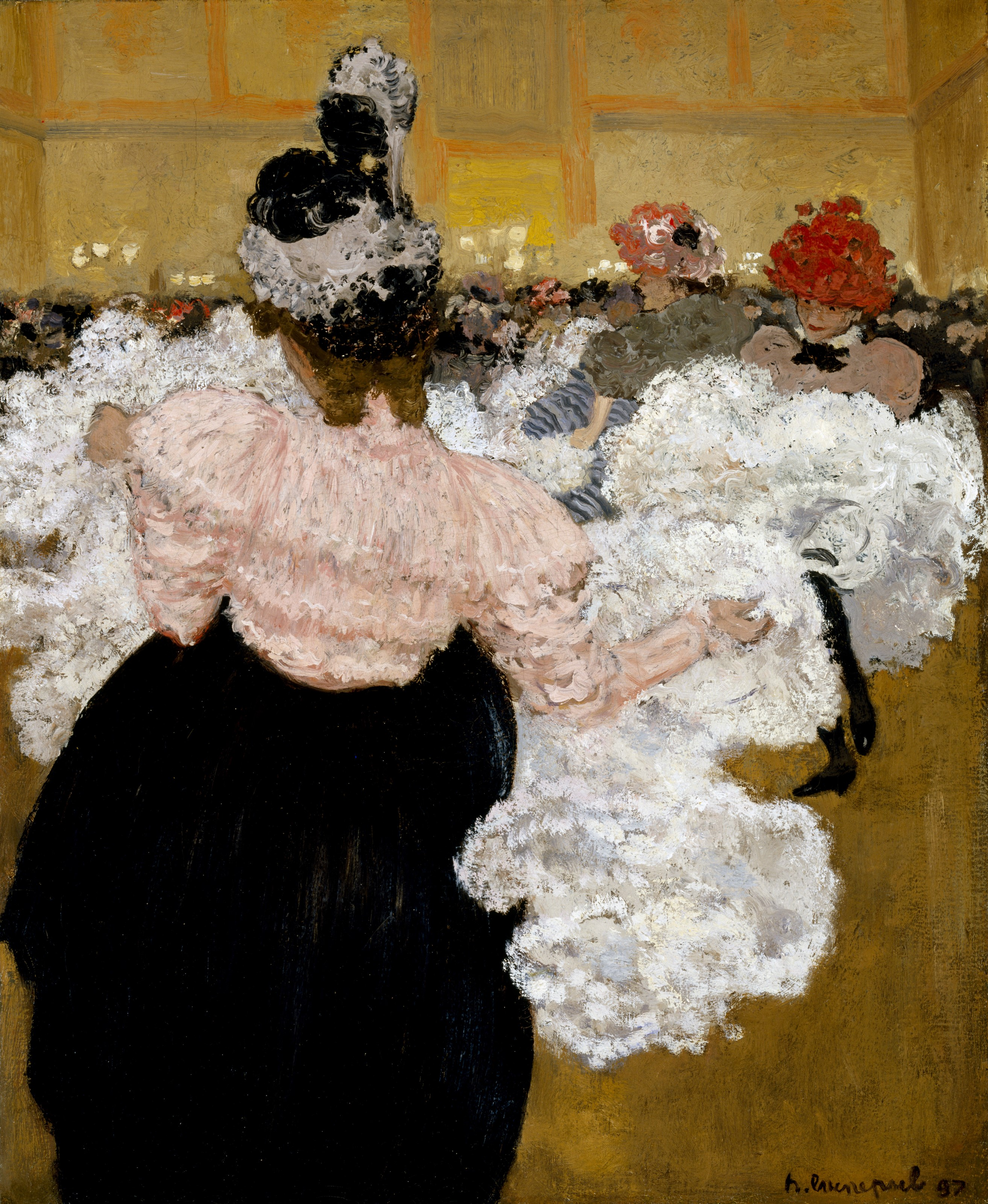
ムーラン・ルージュで(1897) ヒューストン美術館
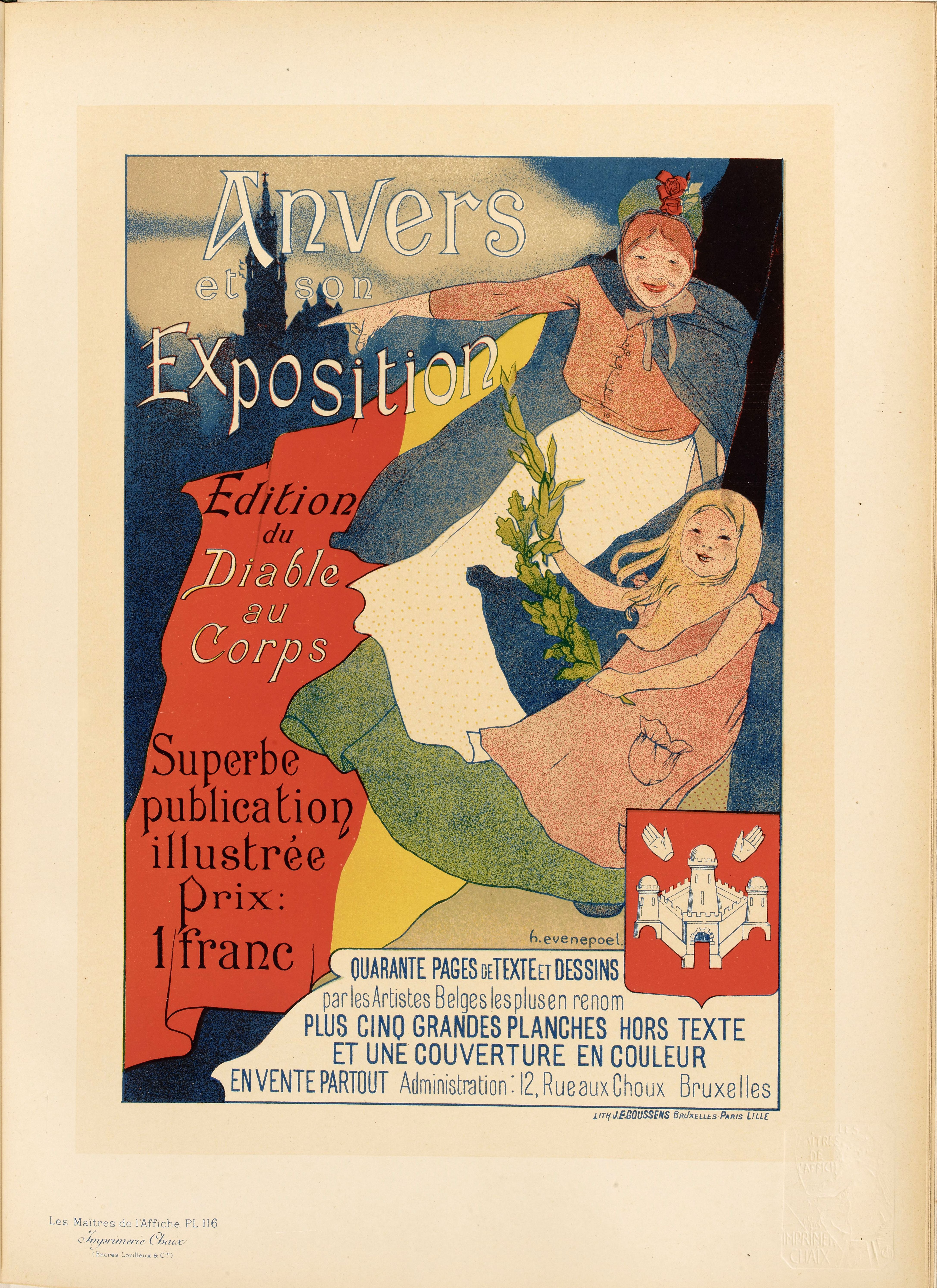
ポスター作品「Les Maîtres de l'affiche」に掲載

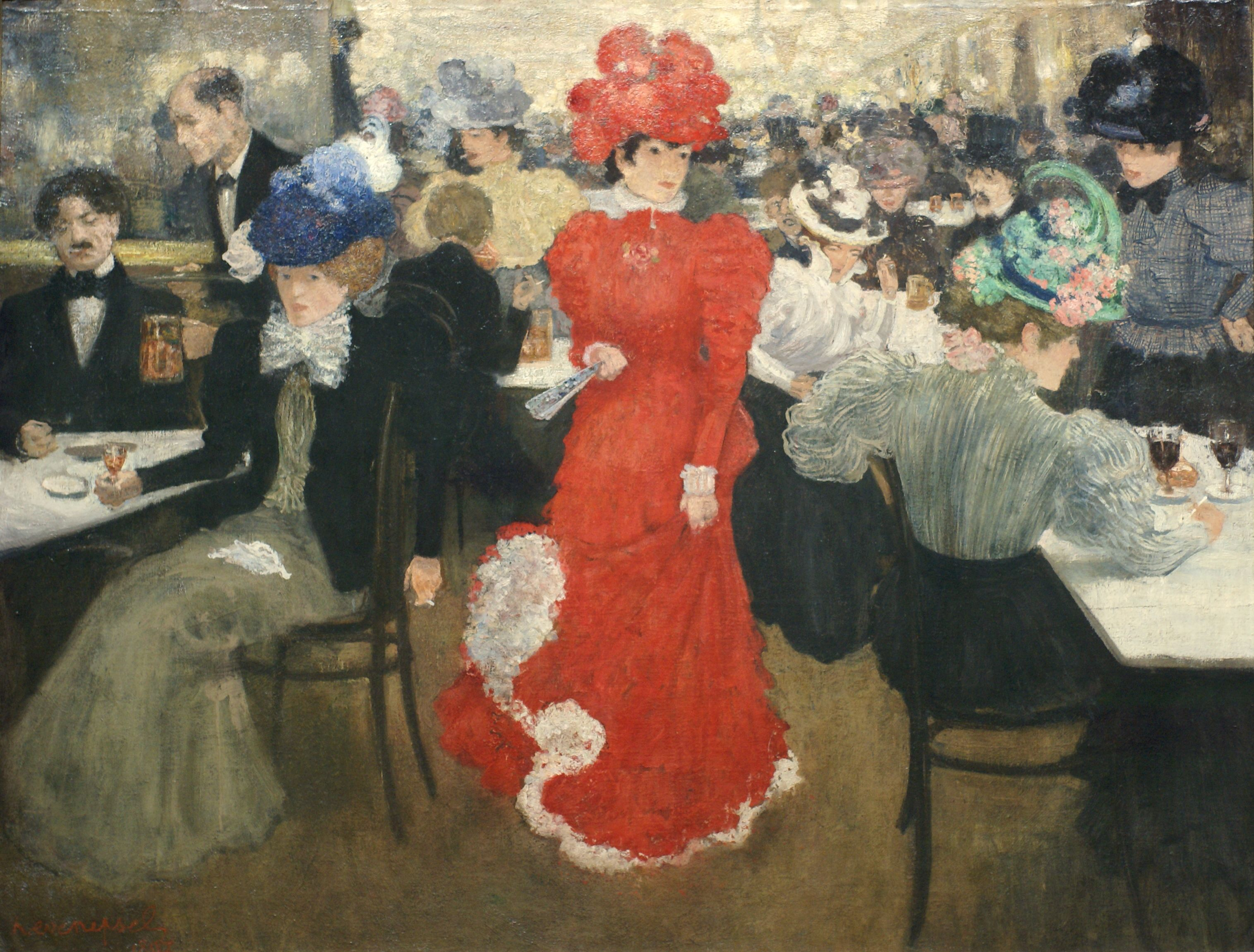
パリのカフェ (1897) シュテーデル美術館
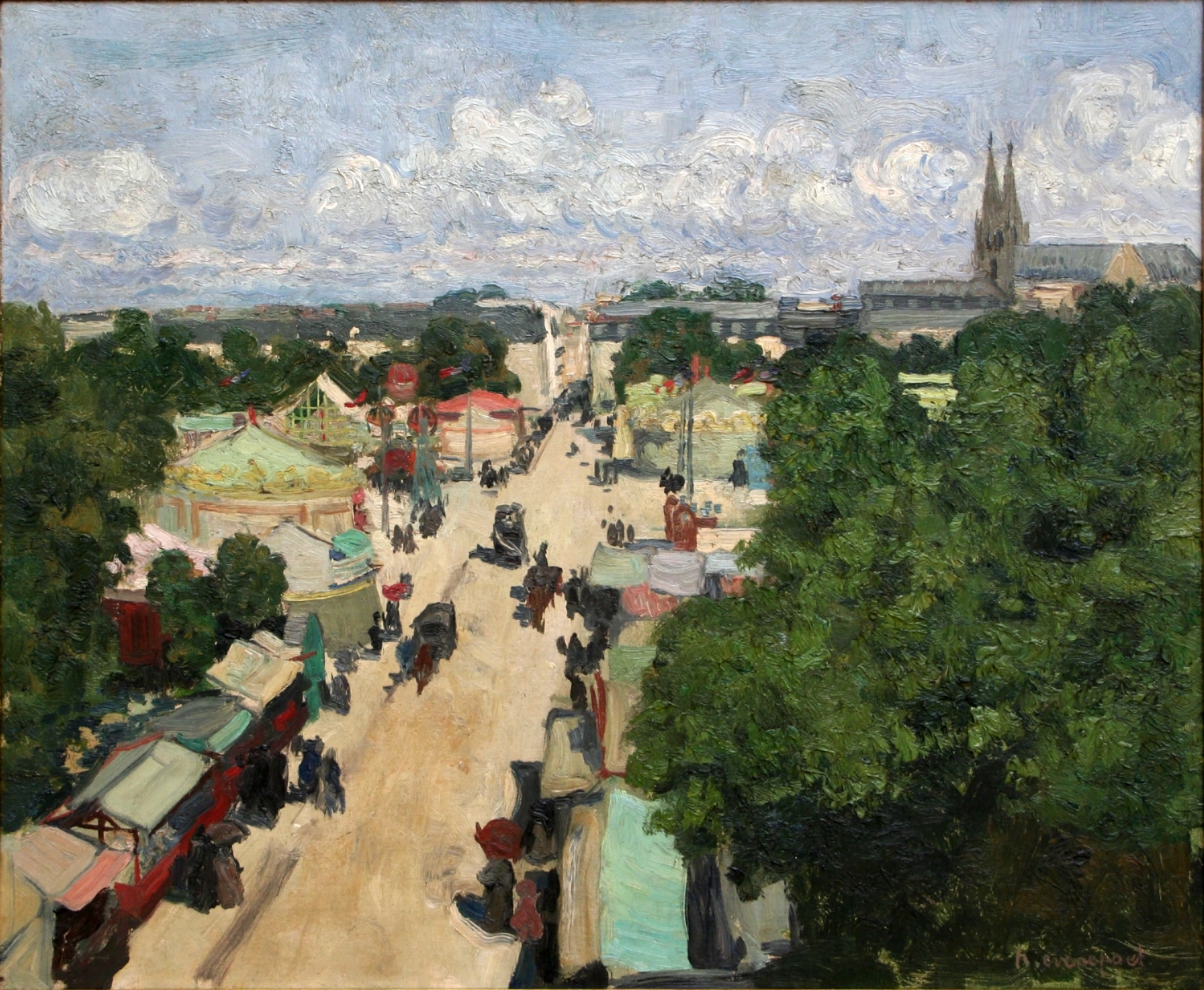
アンヴァリッドの露店 (1897) Musée de l'Art wallon
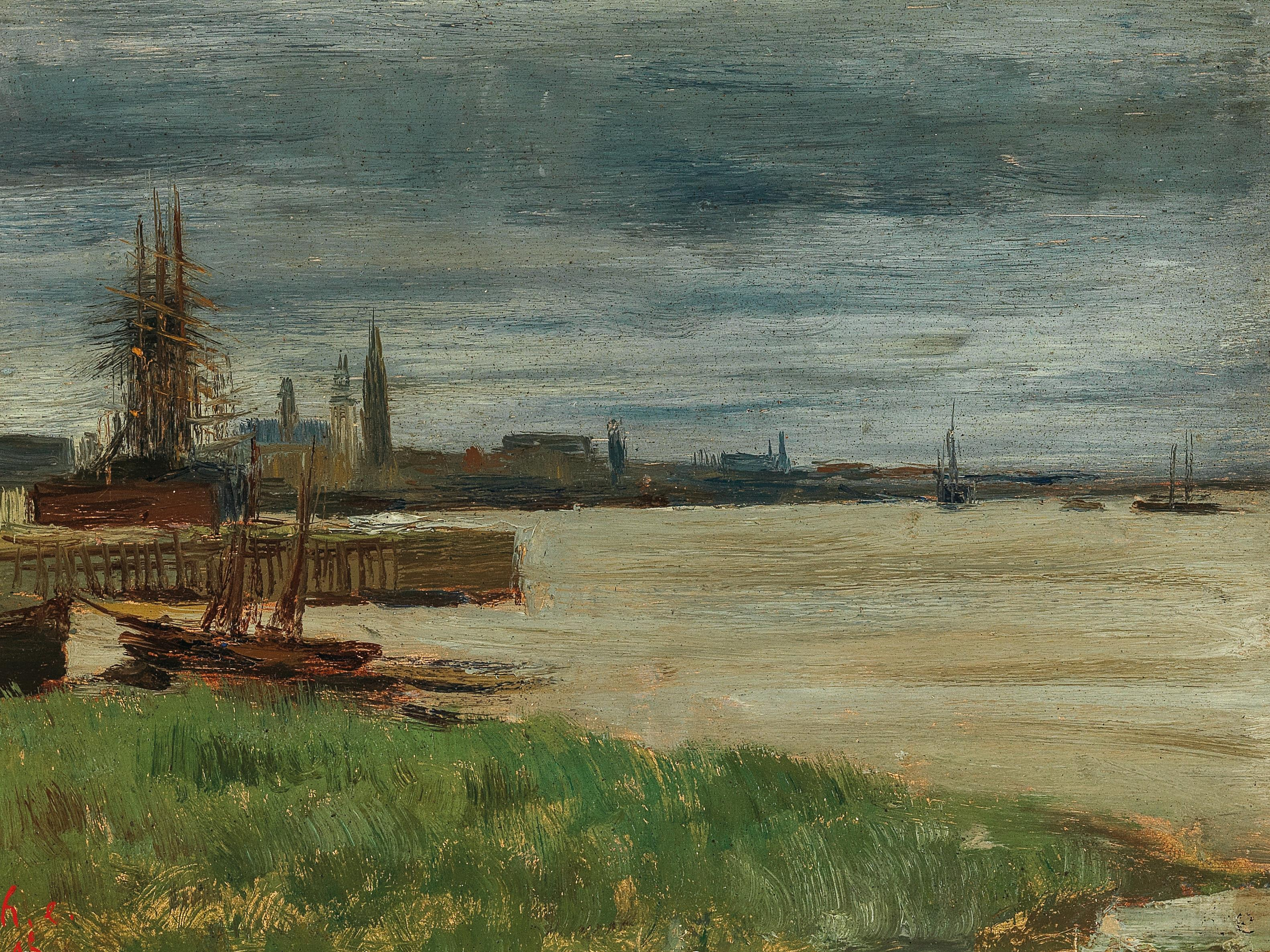
アントウェルペンの川の風景　(1895)